# Natale di Sangue di Cipro
Il Natale di Sangue di Cipro (in turco Kanlı Noel e in greco Διακοινοτικές ταραχές του 1963-64?, Diakoinotikés tarachés tou 1963-64) è il nome dato agli scontri armati iniziati il 21 dicembre 1963 tra le comunità greco-cipriota e turco-cipriota a Cipro e proseguiti sporadicamente e con minore intensità fino all'arrivo dell'UNFICYP, una forza di sicurezza delle Nazioni Unite, nel marzo del 1964. Durante il Natale di Sangue di Cipro persero la vita 364 turco-ciprioti e 174 greco-ciprioti.

## Antefatti
La Repubblica di Cipro fu istituita come stato unitario bicomunitario nel 1960. Nessuna delle due comunità era contenta di questa situazione poiché i greco-ciprioti pensavano che fosse loro diritto unire Cipro alla Grecia (enosis) mentre i turco-ciprioti si battevano per la spartizione. Dopo due anni relativamente pacifici, nel novembre 1963 le tensioni salirono alle stelle quando il presidente e arcivescovo Makarios III propose 13 modifiche alla Costituzione del 1960 che furono accolte con furia dai turco-ciprioti La modifica costituzionale consisteva di 13 punti di riforma, tra i quali i seguenti sono i principali:.

## Eventi
- 21 dicembre 1963: Gli eventi violenti iniziarono al mattino presto. Alle 02:10, una pattuglia della polizia a Hermes Street, al confine tra i quartieri turco e greco-cipriota della parte vecchia della città di Nicosia, fermò un taxi e richiese i documenti agli occupanti turco-ciprioti, che si rifiutarono di mostrarli. Quando gli agenti di polizia tentarono di perquisire le donne presenti sull'auto, il taxista Zeki Halil si oppose e ne seguì una discussione.[4] Presto si radunò sul posto una folla di circa 150 concittadini; poco dopo, ebbe inizio una sparatoria durante il quale vennero uccisi il tassista Zeki Halil e la sua ex fidanzata[5] e vennero feriti sia turco-ciprioti che greco-ciprioti.[6]

Nella giornata si susseguono diversi eventi reciprocamente provocati. Alle 03:20, colpi furono sparati ai poliziotti greco-ciprioti ferendone uno. Alle 09:50, una pattuglia di polizia venne attaccata di fronte alla scuola turco-cipriota di Nicosia e due studenti rimasero leggermente feriti. Alle 10:15, un bus con alcuni lavoratori greco-ciprioti venne attaccato nello stesso luogo con armi da fuoco. Durante la mattina, un taxi che trasportava dei bambini turco-ciprioti venne colpito da spari a Lakatamia. Nella piazza Ataturk di Nicosia, una folla turco-cipriota attaccò un taxi e picchiò i due occupanti accoltellandone uno. A Nicosia quel giorno le attività commerciali rimasero chiuse. I leader delle due comunità, ossia Makarios e Fazıl Küçük si incontrarono per affrontare le vicissitudini, ma tale incontro non ebbe successo poiché gli incidenti si diffusero nel resto dell'isola.
- 21 e 22 dicembre il villaggio Ayvasil venne attaccato dei greco-ciprioti. All'inizio risultavano 12 morti, di seguito sono stati trovati i corpi di altri 9 turco-ciprioti e gli scavi proseguiti fino al 1964 rivelarono altri 21 corpi.[senza fonte]
- 23 dicembre: Iniziarono gli scontri a Larnaca che durarono fino al 28 del mese, quando un contingente britannico iniziò a pattugliare la città.[7]
- 24 dicembre: la famiglia del medico maggiore Nihat Olhan, al servizio delle truppe turche sull'isola, venne attaccata in casa propria mentre Olhan era assente. La moglie e i tre figli furono uccisi in bagno.[8] La vasca da bagno con dei bambini uccisi dentro scosse l'opinione pubblica turca e quella internazionale. Tale vasca da bagno oggi è esposto nel Museo della Barbarie nella parte turco-cipriota di Nicosia.

Altri incidenti si registrarono a Famagosta e Kyrenia. I turco-ciprioti attaccarono il sobborgo greco-cipriota di Omorphita di Nicosia. Vari attacchi dei greco-ciprioti si verificarono a Mathlati il 23 dicembre e Ayios Vasilios il 24.
La situazione preoccupò le tre potenze garanti dell'indipendenza di Cipro (Grecia, Turchia e Gran Bretagna). Fondamentalmente la Gran Bretagna temeva per la sicurezza dei propri concittadini e delle basi sovrane di Akrotiri e Dhekelia sull'isola. Il 24, il contingente dell'esercito turco di stanza sull'isola in seguito agli accordi del 1960, lasciò il proprio quartier generale per stazionare nei settori turco-ciprioti a nord di Nicosia. Fece lo stesso l'ELDYK, il contingente greco. Il giorno seguente si segnalarono dei sorvoli turchi sull'isola.
- 26 dicembre: Un altro serio scontro ebbe luogo nel Passo Kyrenia, quando un contingente greco-cipriota con funzionari greci voleva prenderne il controllo ma trovandosi di fronte i turco-ciprioti di Agirda.[9] La Turchia schierò le truppe al confine con la Grecia.[7]
- 27 dicembre: Makarios accettò l'intervento delle potenze garanti. Le stesse avrebbero apportato una forza tripartita sotto il comando del maggiore generale britannico Peter Young, ufficiale britannico responsabile del distretto di Cipro. Il suo secondo, il Capitano del Gruppo Campbell, comandante della RAF Nicosia, avrebbe avuto la responsabilità di mettersi in contatto con i capi dei contingenti greco e turco sull'isola.[7] I contributi greci e turchi non si concretizzarono. Quel pomeriggio, la Joint Truce Force, nome dato al contingente, iniziò il suo dispiegamento, progressivamente mettendo la situazione sotto controllo.[7]
- 29 dicembre: Si accordò un cessate il fuoco.[2] Con un accordo inter-comunitario sponsorizzato dagli inglesi, iniziò il rilascio degli ostaggi da entrambe le parti.[7] Tra il 21 e il 31 dicembre del 1963, morirono 133 turco-ciprioti.[11]
- 30 dicembre: Si concordò di creare una zona neutrale lungo la linea del cessate il fuoco tra le aree occupate dalle due comunità di Nicosia. Quest'area sarebbe stata pattugliata dalla Joint Truce Force, ma di fatto fu effettuata solo dal contingente britannico.[2]
- 4 gennaio 1964: Il generale Young stabilì il suo posto di comando al Cornaro Hotel, alla periferia della capitale. Le sue forze comprendevano diverse jeep, venti veicoli blindati e quattro elicotteri. La sua area di responsabilità comprendeva l'intera isola, ma con maggiore impegno nei villaggi misti e in quelli turco-ciprioti.[7]
- 21 gennaio:. La polizia turco-cipriota attaccò i membri della Joint Truce Force che scortava due poliziotti greco-ciprioti che stavano indagando su una perdita d'acqua.[7]
- 14 febbraio: Nel mese di febbraio del 1964 gli scontri armati ripresero con nuove morti. Il 14 fu interrotto il cessate il fuoco a Limassol. Ciò spinse gli inglesi a ricostituire le loro forze. Il 19, il Generale Young fu sostituito dal Maggiore Generale Michael Carver. Il generale arrivò sull'isola con il comando della terza divisione di fanteria appartenente alla riserva strategica britannica, aumentando così il numero di truppe a sua disposizione a 7 000 Allo stesso modo, furono creati due comandi di zona, uno per il controllo a est e l'altro a ovest di Cipro, riducendo così i tempi di reazione.

Nel villaggio di Prodromi, a breve distanza a ovest di Polis, le forze greco-cipriote attaccarono i turco-ciprioti che si rifiutarono di consegnare le loro armi. Ciò portò circa cinquecento persone a cercare rifugio a Polis, dove furono assediate nella scuola secondaria turco-cipriota. Questa situazione continuò fino al 1968.
- 15 febbraio. Le milizie greco-cipriote catturarono tre poliziotti turco-ciprioti disarmati che si trovavano in macchina. Furono portati a Larnaca e la mattina seguente furono consegnati ai britannici.[7]
- 27 marzo. L'UNFICYP fu resa operativa. Gli incidenti inter-comunitari cominciarono gradualmente a diminuire.[2]

## Conseguenze
- Secondo il rapporto delle Nazioni Unite, gli scontri portarono a una migrazione interna nel paese. I coloni turco-ciprioti dovettero abbandonare alcune città a popolazione mista o altre dove la loro nazionalità era maggioritaria, principalmente a nord di Nicosia. Ciò generò una crisi nel sistema alimentare, sanitario e abitativo. Nei dintorni di Nicosia furono allestiti tre campi profughi di 1500 persone, dove gli sfollati dovevano vivere in tende.[13] L'UNFICYP all'inizio del mandato fece un censimento dei danni causati nella settimana di Natale, inclusi gli scontri intorno a Kokkina nell'agosto del 1964. L'indagine riportava che in 109 villaggi, in maggioranza turco-ciprioti o misti, furono distrutte 527 case, mentre altre 2000 furono danneggiate dai saccheggi. Nel sobborgo di Omorphita, a Nicosia, 50 case furono completamente distrutte, mentre altre 240 furono parzialmente distrutte. A Ktima, 38 case e attività commerciali furono completamente distrutte e 122 parzialmente distrutte.[14]
- Dal dicembre 1963 a fine agosto 1964, 72 villaggi misti furono evacuati dai turco-ciprioti. Altre statistiche delle Nazioni Unite stimarono che su 25 000 rifugiati, 21 000 andarono nei villaggi turco-ciprioti mentre il resto si stabilì nei campi profughi.[15]
- A causa degli scontri, la Linea Verde che separava le due comunità fu spostata a Nicosia.[15] La stessa entrò in vigore il 30 dicembre e consistette in una zona neutrale che sarebbe stata pattugliata da una Forza di tregua congiunta.[2]